# Oliarus petasata
Oliarus petasata är en insektsart som beskrevs av Noualhier 1896. Oliarus petasata ingår i släktet Oliarus och familjen kilstritar.
Artens utbredningsområde är Kambodja. Inga underarter finns listade i Catalogue of Life.